# Stazione di Itami (JR West)
La Stazione di Itami (伊丹駅?, Itami-eki) è una stazione ferroviaria di Itami, città della prefettura di Hyōgo in Giappone sulla linea Fukuchiyama e servita dal servizio JR Takarazuka e alcune estensioni della linea JR Tōzai della JR West. A circa 750 metri di distanza si trova la stazione di Itami delle Ferrovie Hankyū.

## Servizi ferroviari
West Japan Railway Company
■ Linea JR Takarazuka

## Struttura
La stazione è dotata di due marciapiedi laterali con 2 binari totali in superficie, con il fabbricato viaggiatori sopraelevato sul piano del ferro. Sebbene siano presenti solo 2 binari, la stazione ha tuttavia uno spazio riservato per una futuribile estensione dei binari fino all'Aeroporto Internazionale di Osaka situato a poca distanza dalla stazione e al momento servito solo dalla monorotaia di Ōsaka.
| 1 | ■ Linea JR Takarazuka | per Takarazuka, Sanda e Fukuchiyama |
| 2 | ■ Linea JR Takarazuka | per Amagasaki, Osaka e Kitashinchi  |

## Stazioni adiacenti
| «                   | Servizio              | »                   |
| Linea JR Takarazuka | Linea JR Takarazuka   | Linea JR Takarazuka |
| ------------------- | --------------------- | ------------------- |
| Inadera             | Locale                | Kita-Itami          |
| Amagasaki           | Rapido Rapido Tambaji | Kawanishi-Ikeda     |